# Парк Здоров'я
Парк Здоров'я — наймолодший парк м. Тернополя в межах регіонального ландшафтного парку «Загребелля».

## Структура
Парк займатиме 9 гектарів регіонального ландшафтного парку «Загребелля», який давно потребує змін. Тут будуть центральна алея протяжністю 724 м, стежки, велосипедна доріжка, спортивний (150 м²), дитячий (250 м²) та оглядовий майданчики.
Наявність у парку об'єктів торгівлі не передбачена, тільки при вході плануються торгові точки.

## Історія створення
Автором ідеї парку є міський голова Тернополя Сергій Надал.
Від березня 2015 комунальні служби Тернопільської міської ради почали облаштування «Парку Здоров'я» на вулиці Сергія Короля поблизу міської лікарні № 3. Після прибирання території та знищення самосіву облаштують алеї, велодоріжки, дитячий і спортивний майданчики.
Облаштування парку проходитиме в три етапи. Перший етап триватиме від весни до 10 серпня 2015 (облаштування входу в парк, пішохідних та велодоріжок), роботи проводить ПП «Кульба». Освітлення парку на першому етапі не передбачається, бо не очікується нічних розваг, а згодом, якщо виникне така потреба, планується освітлення сонячними батареями.

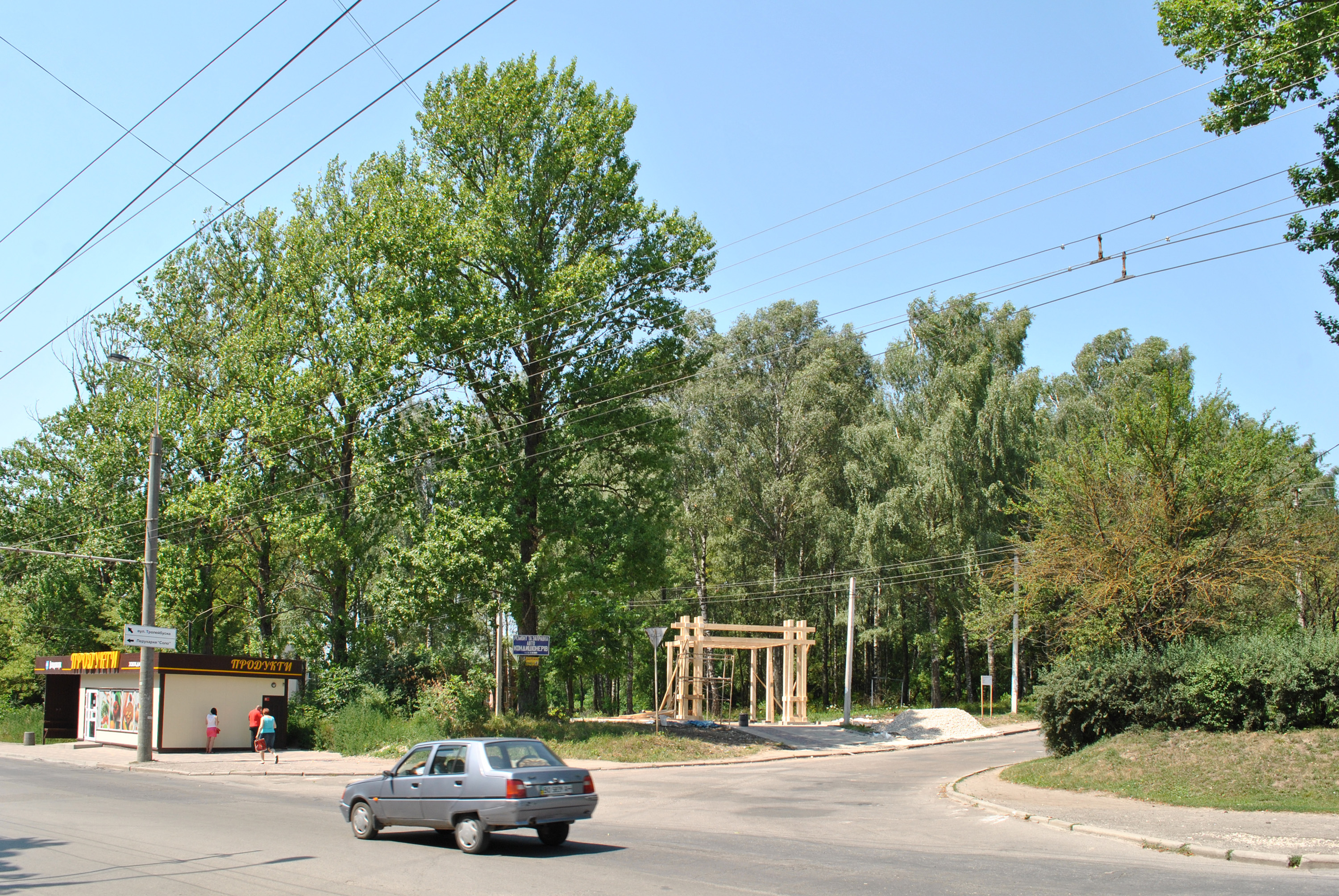
Вигляд на центральний вхід до Парку Здоров'я
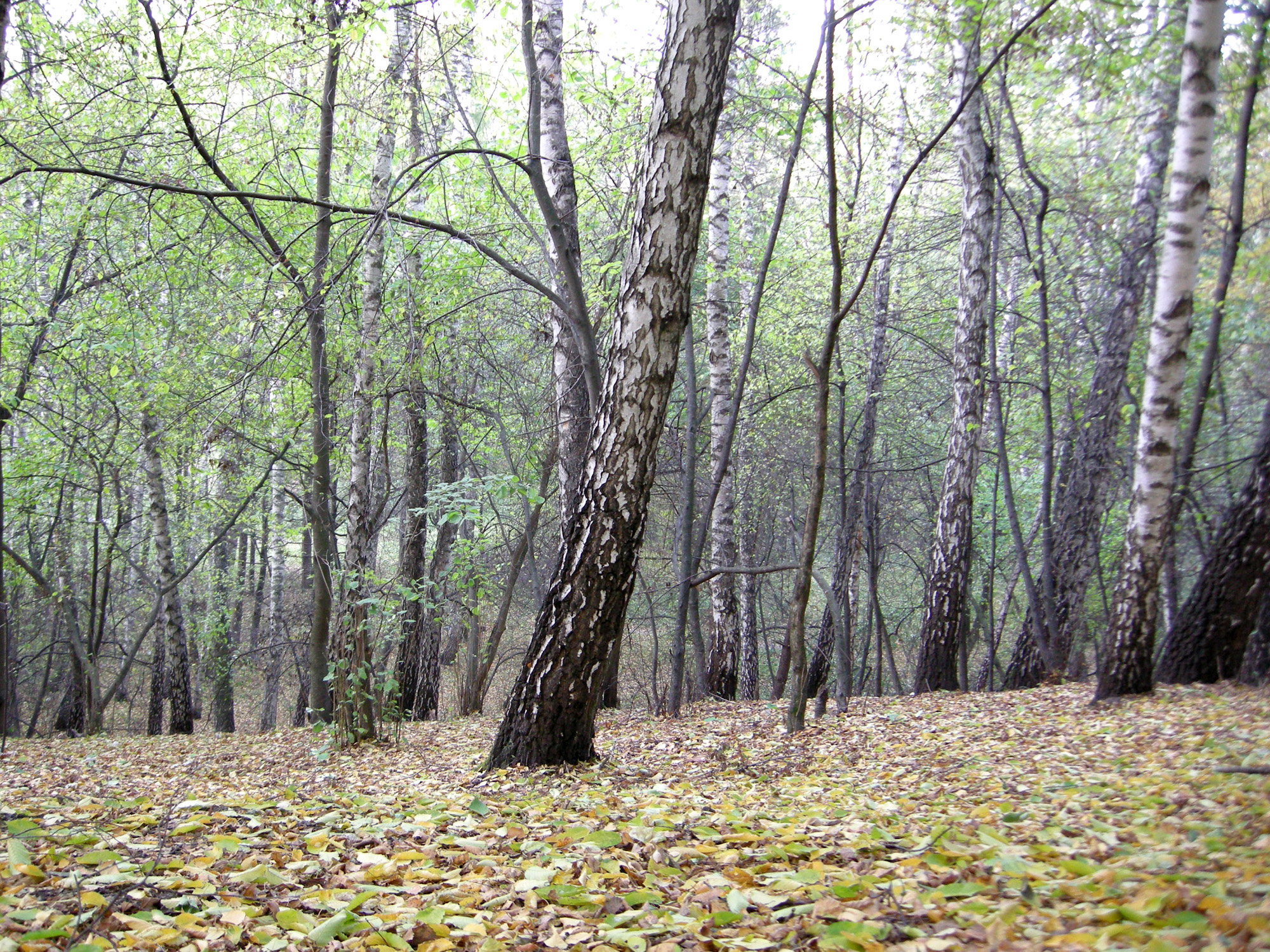
Частина Тернопільського дендропарку восени 2011
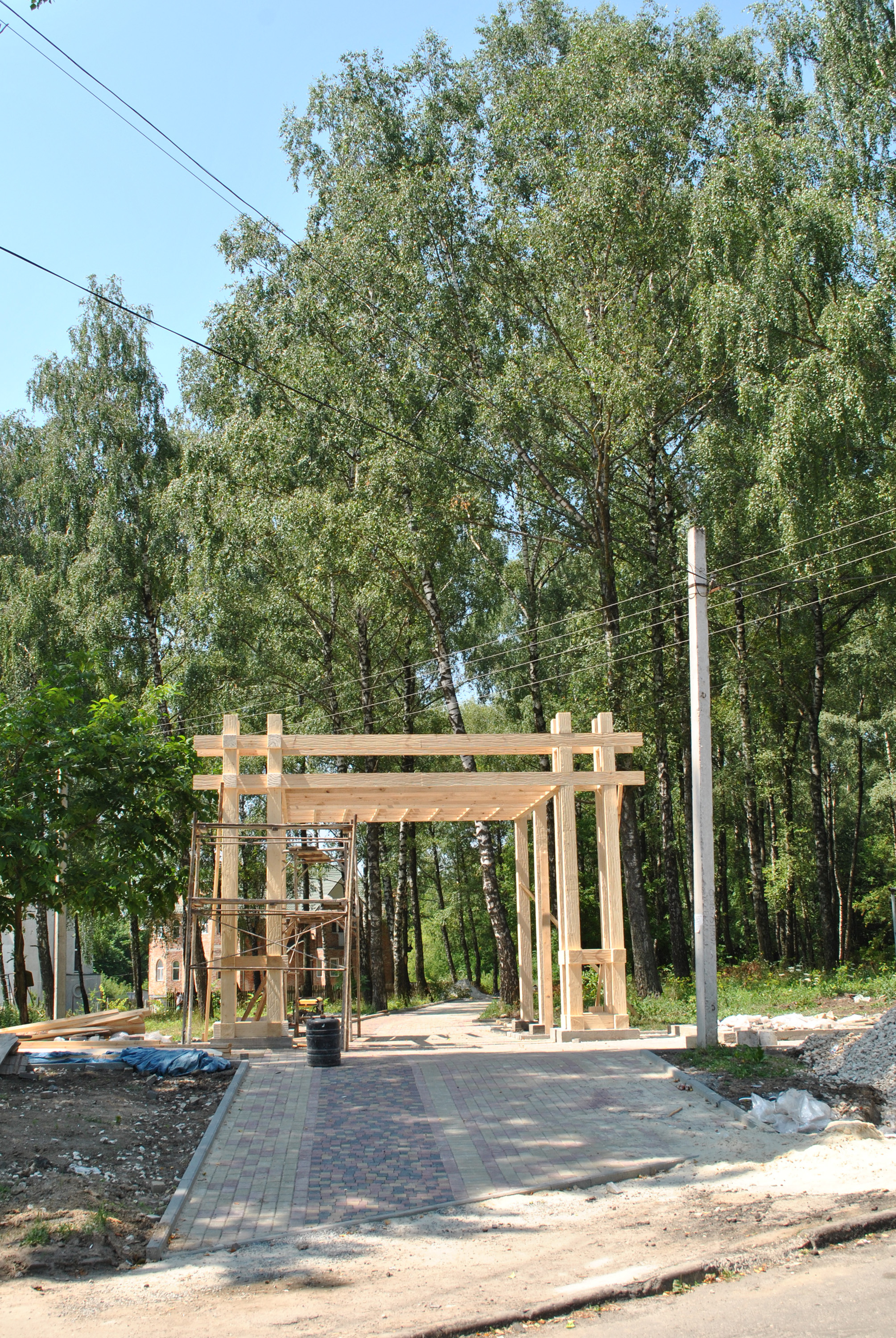
Центральний вхід до парку
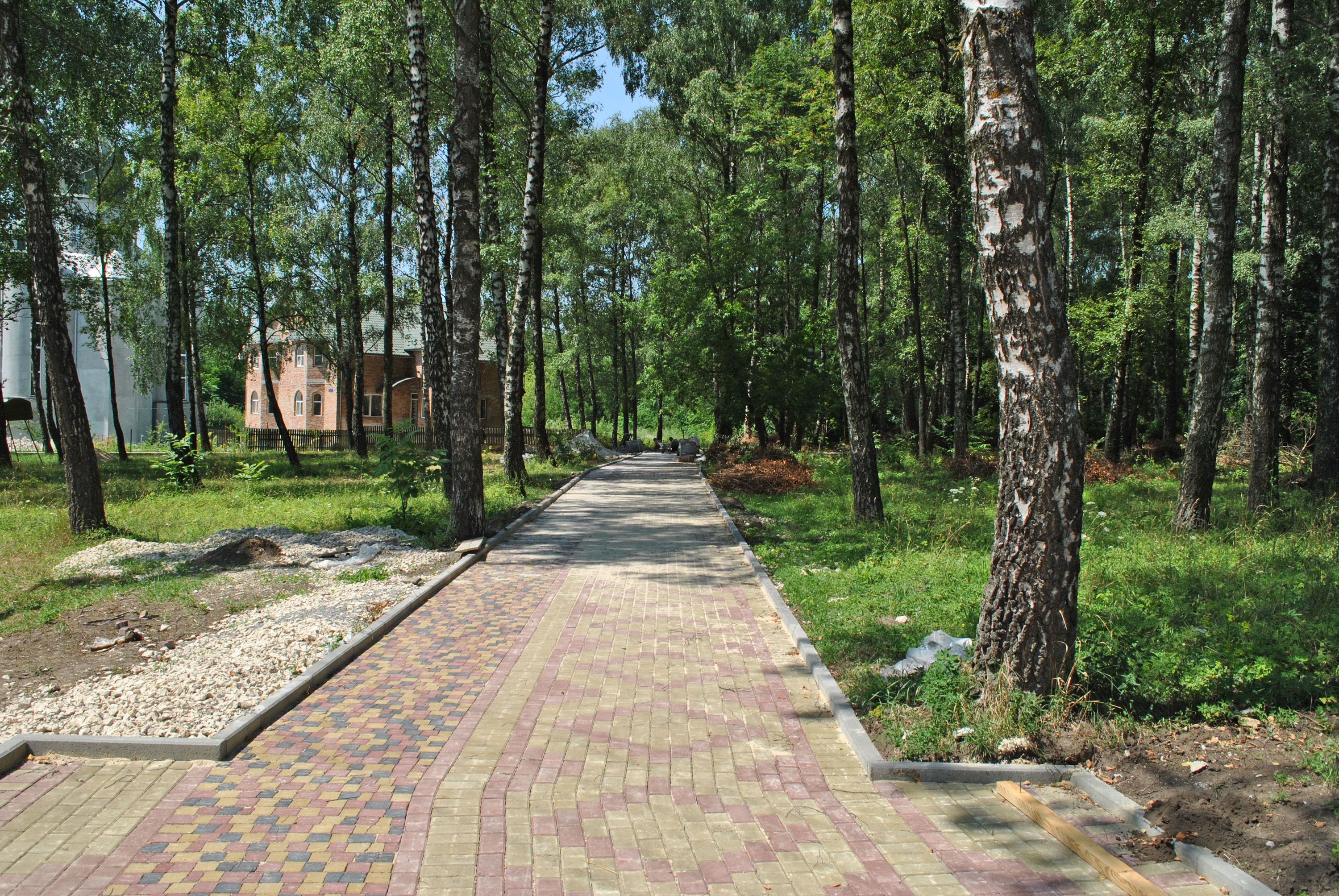
Центральна алея
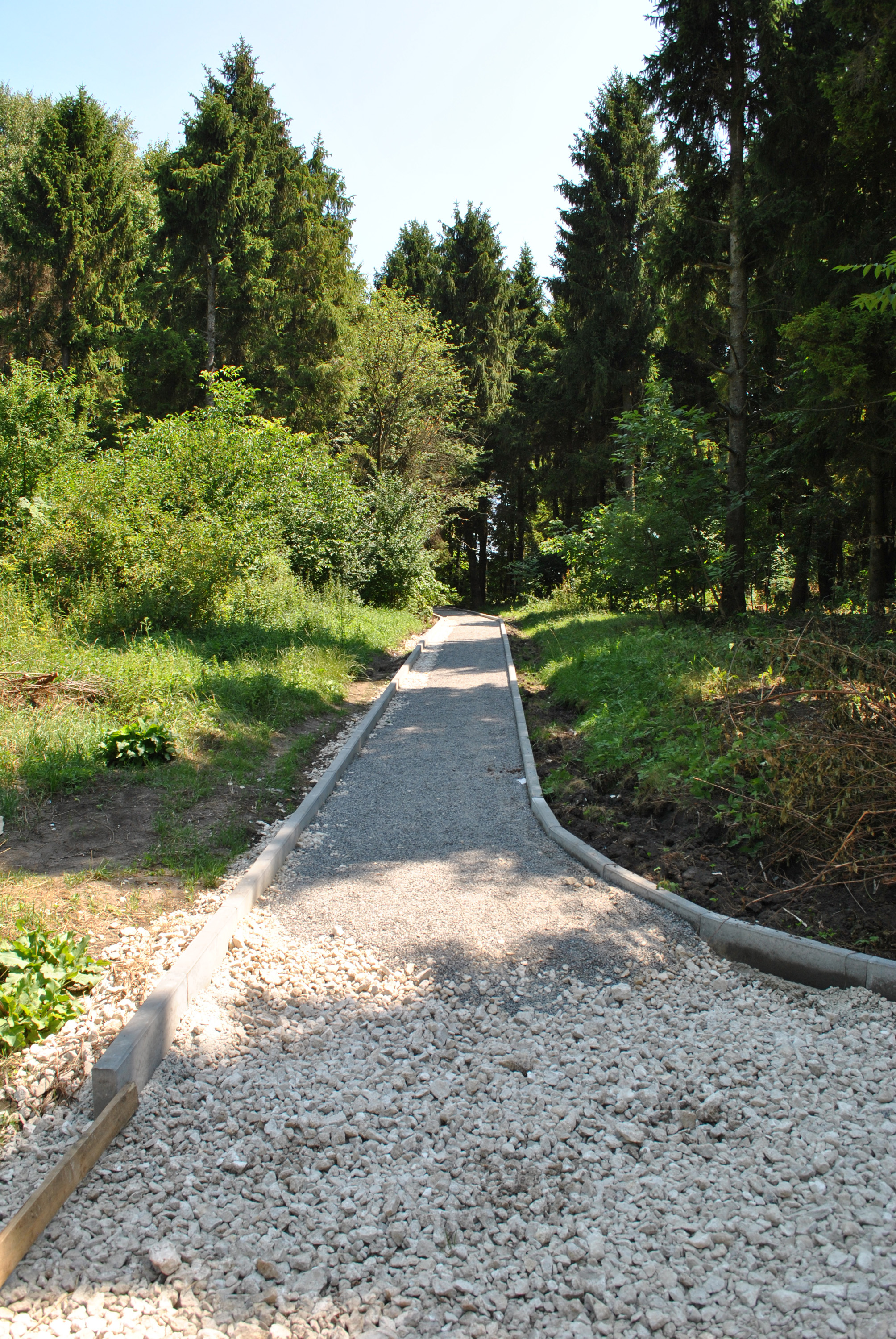
Одна з алей парку
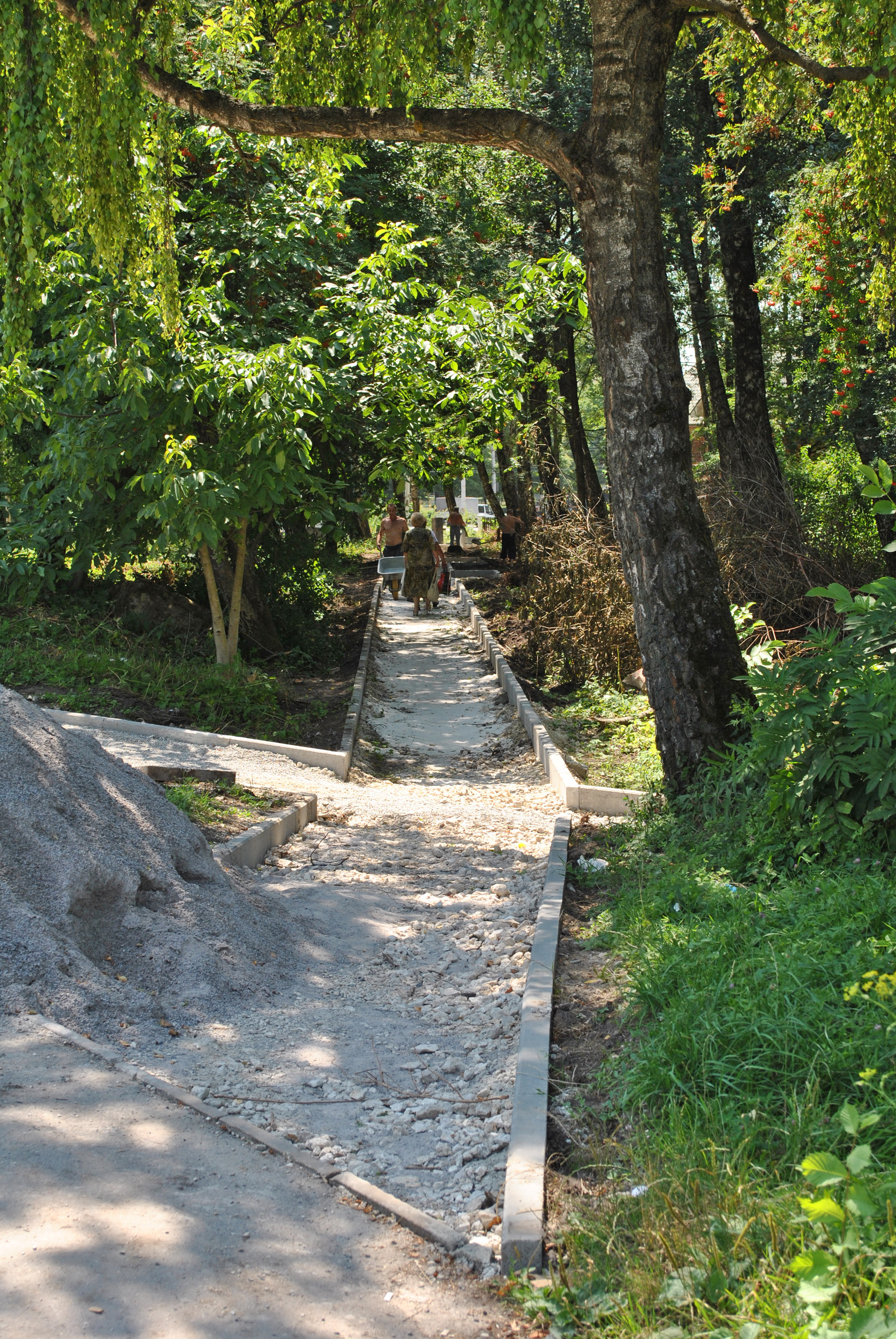
Одна з алей парку

Відкритий 26 серпня 2015 року.

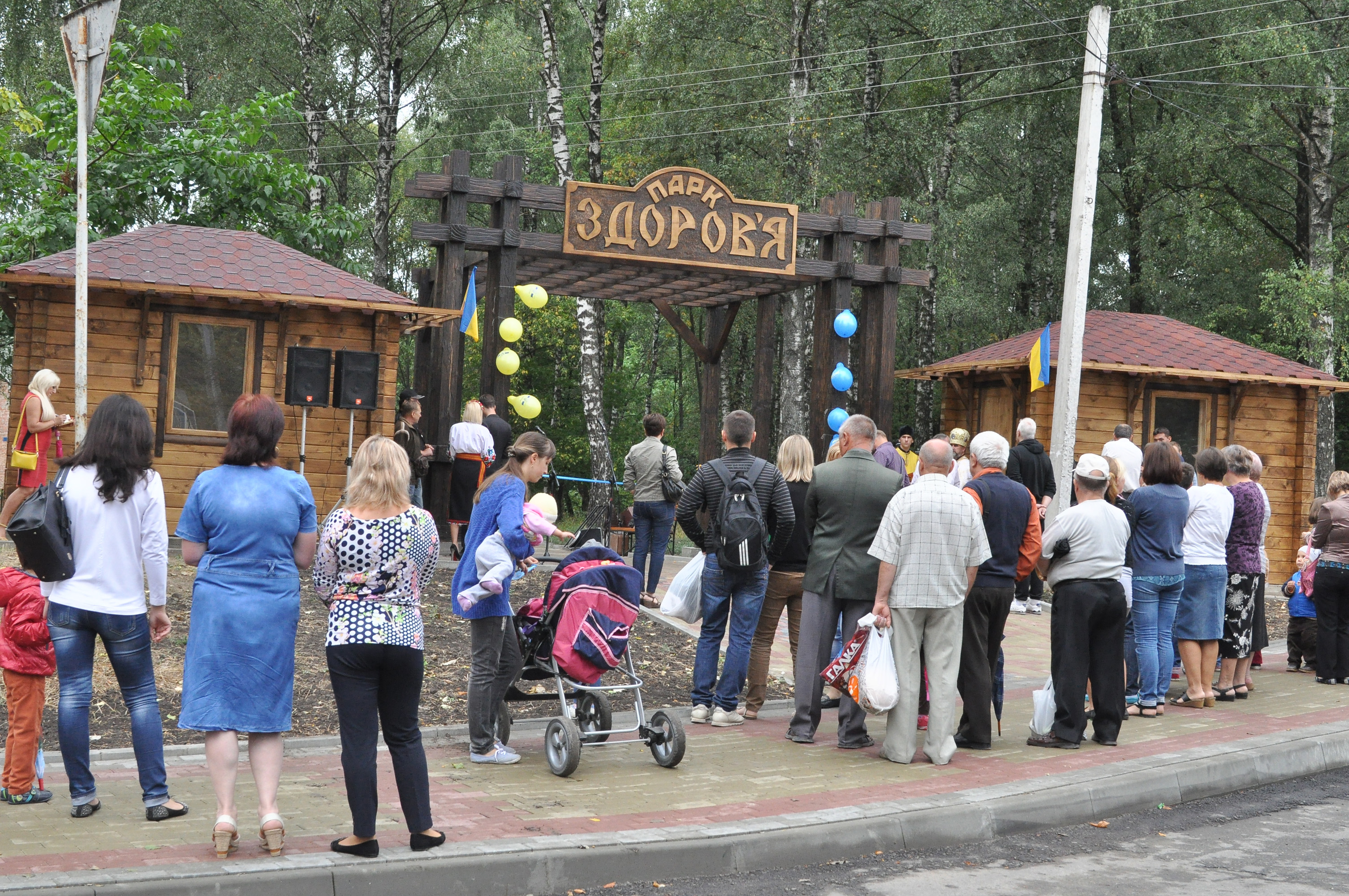
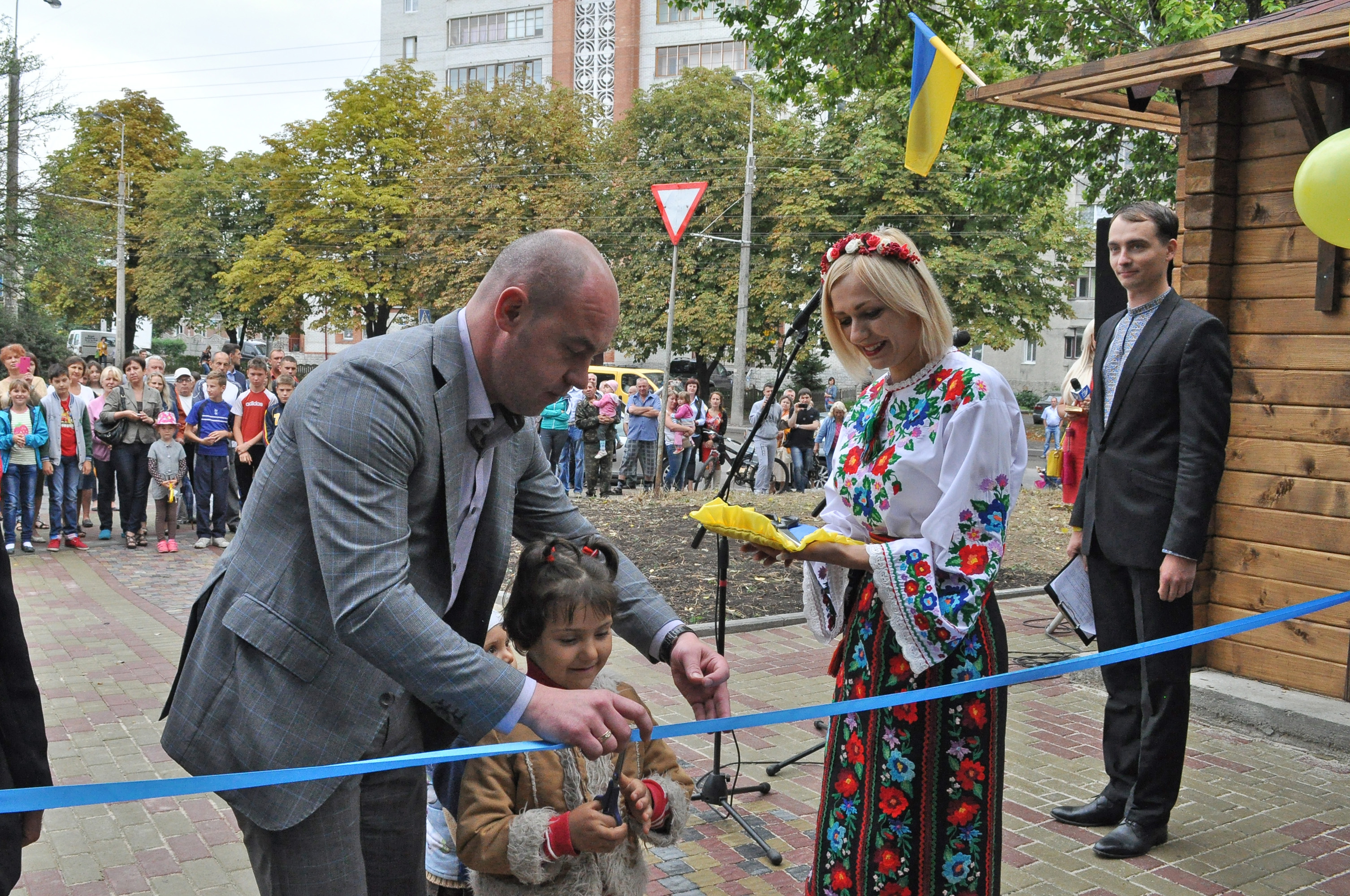
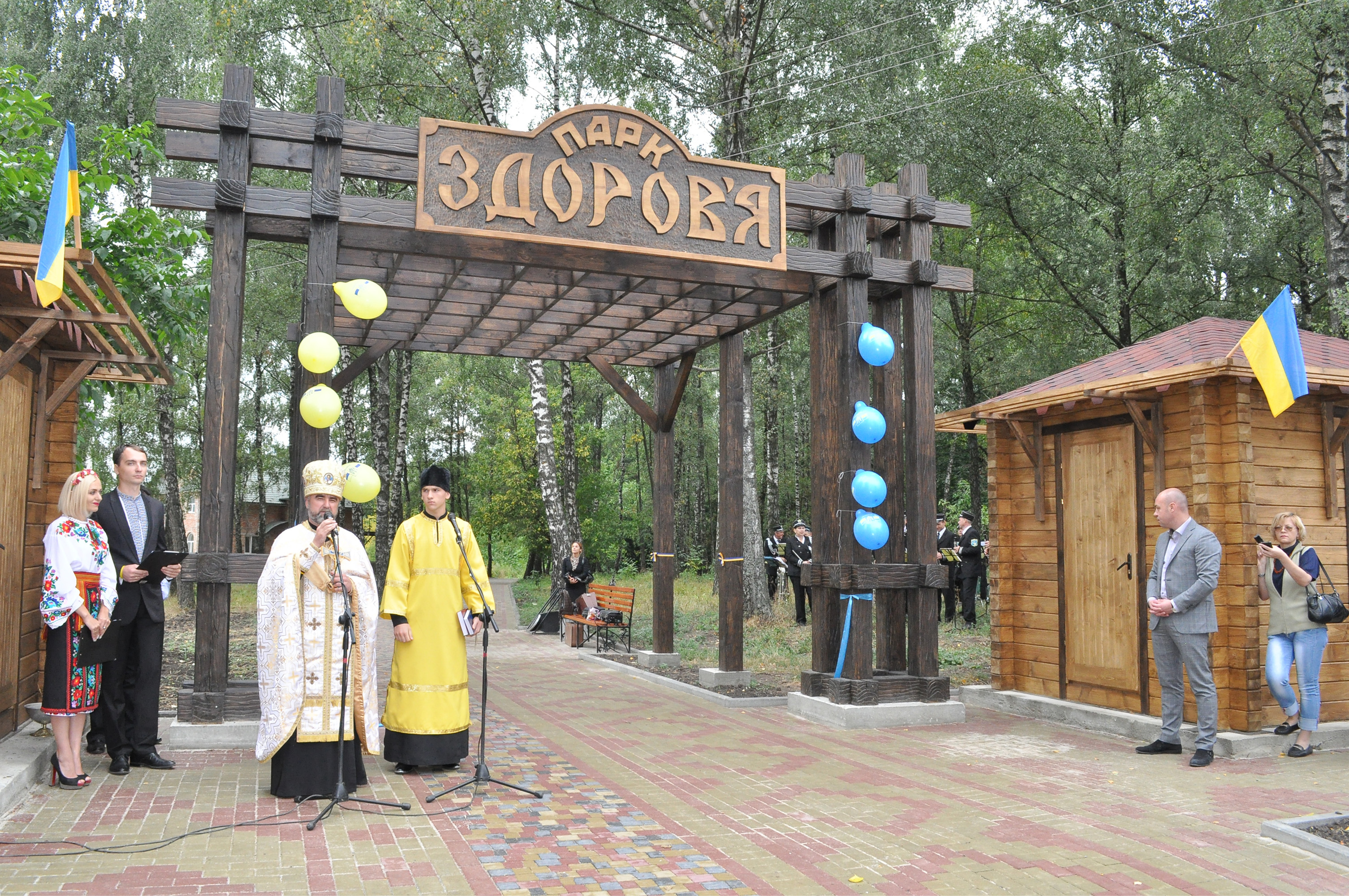
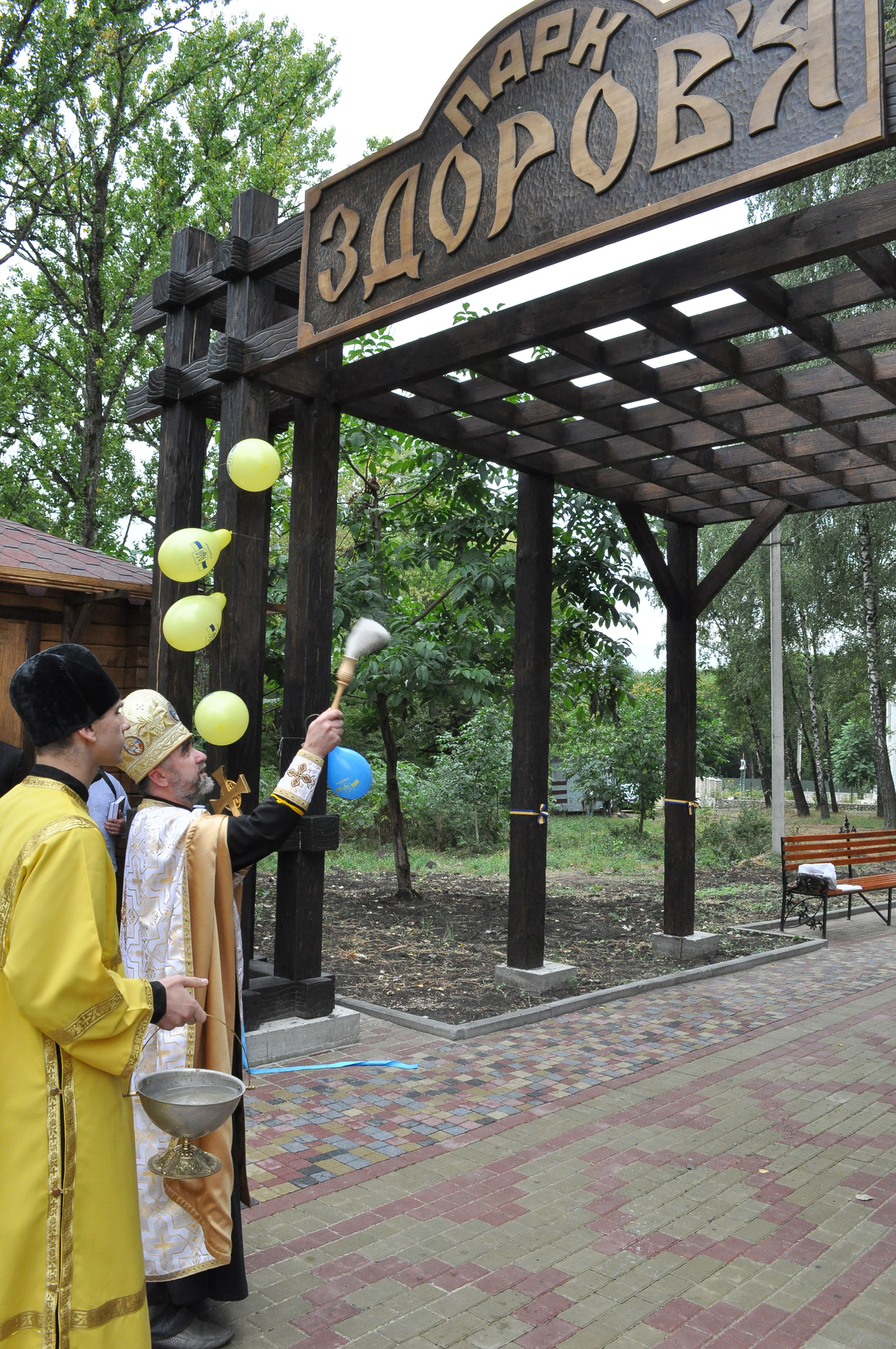
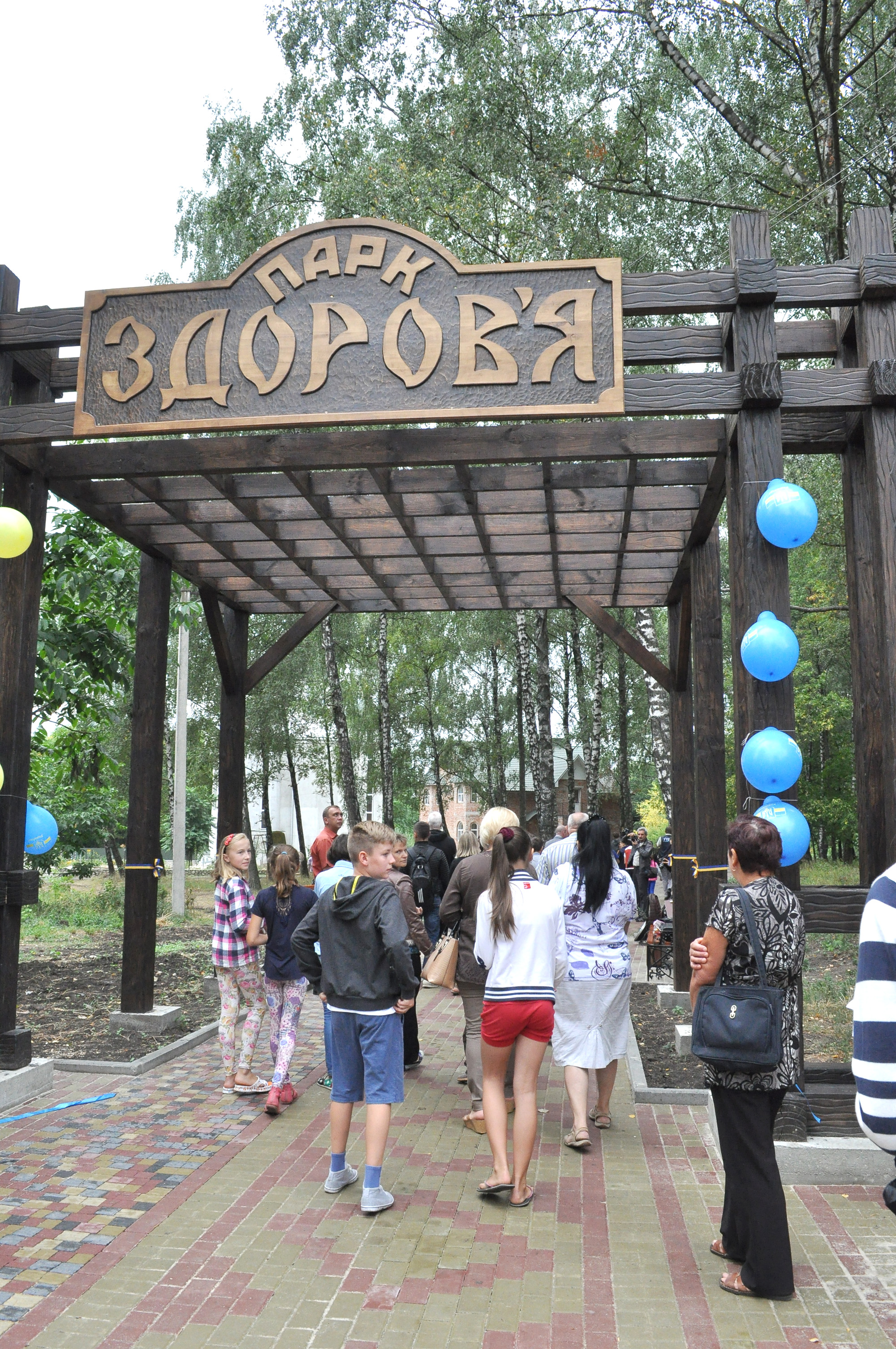
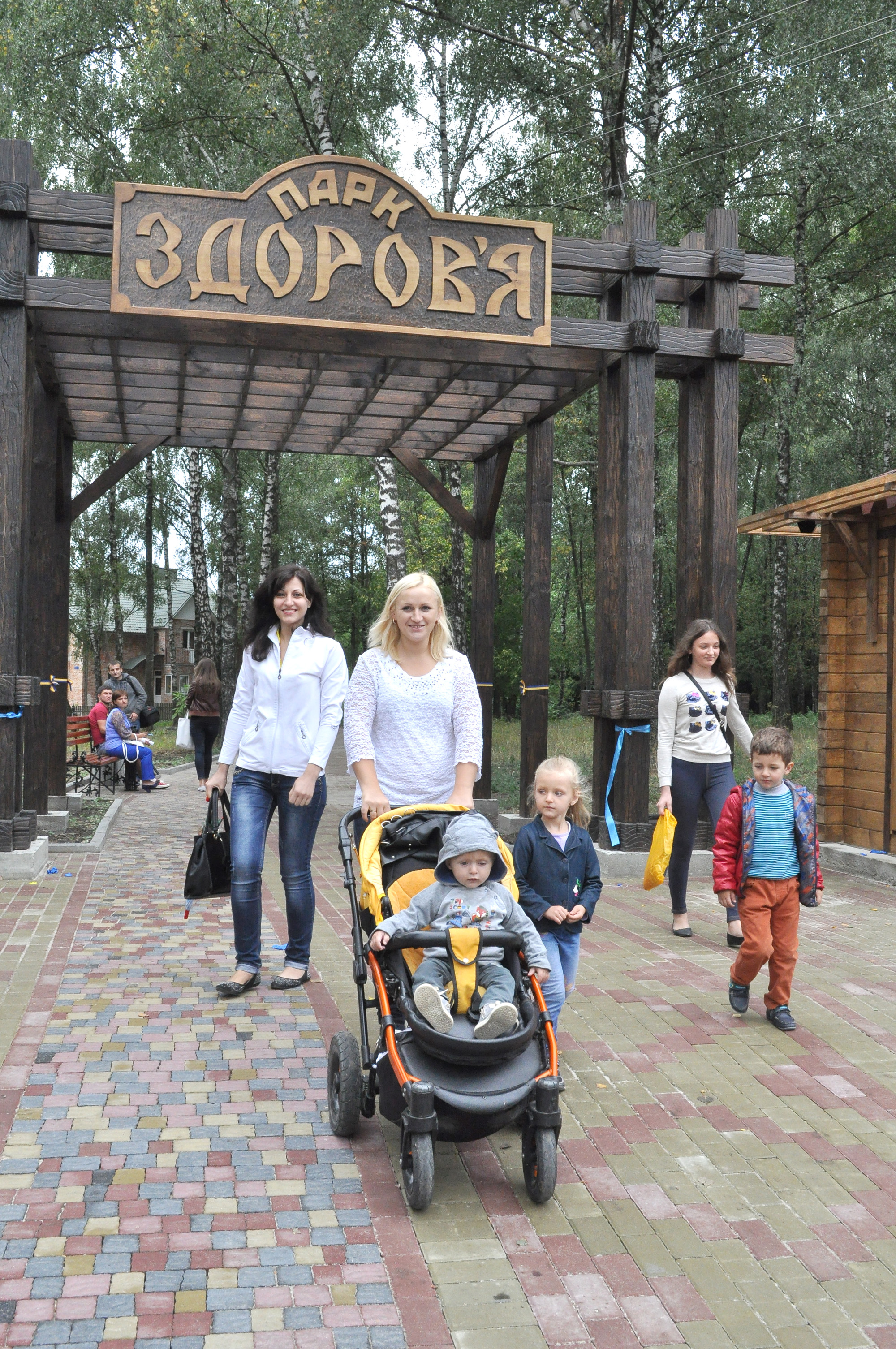

12 жовтня 2015 року на спортивному майданчику парку просто неба встановили тренажери, які першими випробували гандболістки команди «Економ-Університет»
4 квітня 2016 року в парку висадили 40 саджанців червоного дуба.